# 제주향교 대성전
제주향교 대성전(濟州鄕校 大成殿)은 대한민국 제주특별자치도 제주시 용담동에 있는 조선시대의 건축물이다. 2016년 6월 13일 대한민국의 보물 제1902호로 지정되었다.

## 지정사유
제주향교는 태조 3년(1394년) 관덕정에서 서쪽으로 1리 정도 떨어진 가락천의 서안에 위치한 교동에서 창건된 것으로 추정되며, 이후 5차례 이건과정을 거치면서 순조 27년(1827) 현재의 위치에 자리 잡았다.
제주향교는 애초 경사지형에 맞추어 ‘홍살문-외삼문-명륜당-대성전-계성사’로 이어지는 ‘전학후묘’의 배치였으나, 제주중학교가 들어서면서 영역이 축소되고 명륜당이 대성전 남쪽에 건립되어 현재의 ‘좌묘우학’ 배치가 되었다. 그러나 대성전 및 계성사는 이건 이후 현재까지 제자리를 유지하고 있다.
대성전은 정면 5칸, 측면4칸으로 전면 퇴칸은 개방하여 고주열에 벽체를 설치하고 창호를 달았다. 나머지 삼면에는 현무암 화방벽을 설치하였다. 기둥은 평주와 고주 모두 약한 민흘림을 주었다. 특징적인 것은 귀포와 배면포의 외목도리 장여 하부에 처마의 처짐방지를 위한 덧기둥을 설치하였는데, 다른 지역에서는 찾아보기 어렵고 제주에서도 대정향교와 제주향교 대성전에만 나타난다. 다만, 제주향교 대성전 덧기둥 상부에는 다른 건물에서 보기 힘든 문양과 교두형 부재가 보이고 있어 지역적 특색이 반영된 이 건물만의 특징이라 할 수 있다.
가구는 2고주 7량가로 부재가 길이에 비해 가늘고 긴 편이지만, 대들보를 항아리형에 가까운 형태로 가공하는 등 부재의 가공이 깔끔하여 정제된 느낌을 준다.
공포는 일출목 이익공 양식인데, 출목의 간격이 넓어 익공의 길이가 매우 길게 뻗어나가 있고, 내부 보아지 쪽은 하부의 익공이 상부보다 길어 상하가 뒤바뀐 듯한 형상이며, 익공의 형태 또한 육지에서는 찾아보기 힘든 모양을 하고 있어 공포에서도 제주만의 특징을 잘 보여주고 있다.
지붕은 팔작지붕이지만 물매가 완만하여 합각면의 크기가 작고, 처마의 앙곡과 안허리곡도 세지 않으며, 건물이 낮아 전체적으로 지면에 달라붙은 듯하지만, 건물의 규모가 커서 안정적이고 장중한 느낌을 준다. 이와 같은 특성은 바람이 세고 비가 잦은 제주도의 자연조건에 순응한 건축의 결과로 볼 수 있다.
이처럼 제주도의 대표적인 유교건축 문화유산인 제주향교 대성전은 건립과 이건 이후 원위치에서 큰 변형없이 형태를 유지하고 있으며, 제주지역 내 다른 건축문화재에 비해 역사가 뒤지지 않을 뿐만 아니라 제주도 건축의 특성이 잘 나타나고 있어 국가지정문화재(보물)로 지정가치가 있다.

## 같이 보기
- 제주향교

## 참고 자료
- 제주향교 대성전 - 국가유산청 국가유산포털